# Manoos
Manoos, es una película India en idioma marati. La misma es un melodrama social melodrama y fue dirigida por V. Shantaram. La película fue rehecha en hindi con el título de Aadmi. La película está basada en un relato breve titulado "The Police Constable". El libreto fue escrito por A. Bhaskarrao y los diálogos por Anant Kanekar. El jefe de filmación fue V. Avadhoot y la música fue compuesta por Master Krishna Rao with lyrics by Kanekar. El elenco está compuesto por Shahu Modak, Shanta Hublikar, Sundara Bai, Ram Marathe, Narmada, Ganpatrao y Raja Paranjpe.
Manoos, ha sido catalogado como un "melodrama reformista social", que trata sobre el amor sincero de un policía por una prostituta y sus intentos por rehabilitarla, y el rechazo que le depara la sociedad.

## Canciones
| # | Título                 | Cantante(s)     |
| - | ---------------------- | --------------- |
| 1 | Diwali, Diwali Aali    | Shanta Hublikar |
| 2 | Lootuya Premacha Bazar | Hublikar        |
| 3 | Kashala Udyachi Baat   | Shanta Hublikar |
| 4 | Tod Soh Moha           | Shahu Modak     |
| 5 | Man Paapi Bhoola       | Sundarabai      |
| 6 | Ja Ja Kushal           | Shanta Hublikar |
| 7 | Gulzar Nari Nyari      | Ram Marathe     |